# Lagrida rufa
Lagrida rufa är en skalbaggsart som beskrevs av Jordan 1894. Lagrida rufa ingår i släktet Lagrida och familjen långhorningar.
Artens utbredningsområde är:
- Gabon.
- Ghana.

Inga underarter finns listade i Catalogue of Life.